# Porto de Galinhas
Vista aérea de Porto de Galinhas.
Porto de Galinhas é uma praia localizada no distrito homônimo, pertencente ao município de Ipojuca, no estado de Pernambuco, Brasil. A região possui piscinas de águas claras e mornas formadas entre corais, além de estuários, mangues, areia branca e coqueirais. Toda a região é muito frequentada por turistas e surfistas de diversas nacionalidades, tendo sido eleita pela revista Viagem e Turismo, da Editora Abril, como a "Melhor Praia do Brasil" por dez vezes consecutivas.
Entre Porto de Galinhas e Praia dos Carneiros (outro importante destino turístico pernambucano) está situada a Ilha de Santo Aleixo. Já no sentido norte estão localizadas as praias de Muro Alto, formada por uma extensa barreira de recifes, e de Calhetas, local do descobrimento do Brasil pelo navegador espanhol Vicente Yáñez Pinzón em janeiro de 1500, muito procurada para a prática de tirolesa.
Há dias ensolarados em todos os meses do ano, mas os meses de abril, maio, junho e julho são os mais chuvosos no litoral de Pernambuco, sendo junho o mês com os maiores índices pluviométricos. A melhor época vai de setembro a fevereiro, e os meses com mais dias de sol são outubro, novembro e dezembro.

## História
Inicialmente, a praia era chamada de Porto Rico, devido à sua abundância em pau-brasil. No auge da escravidão no Brasil, era o principal ponto de comércio de escravos ilegais no nordeste brasileiro, que muitas vezes chegavam escondidos embaixo de engradados de galinhas-d'angola. A chegada dos escravos ilegais ao porto costumava ser anunciada pela frase tem galinha nova no porto! Desta forma, a praia de Porto Rico ficou conhecida como Porto de Galinhas. A partir do início da década de 1990, tornou-se um polo turístico. Isto gerou danos à vida marinha na região, obrigando o controle da atividade dos turistas a partir de 2014.

## Galeria

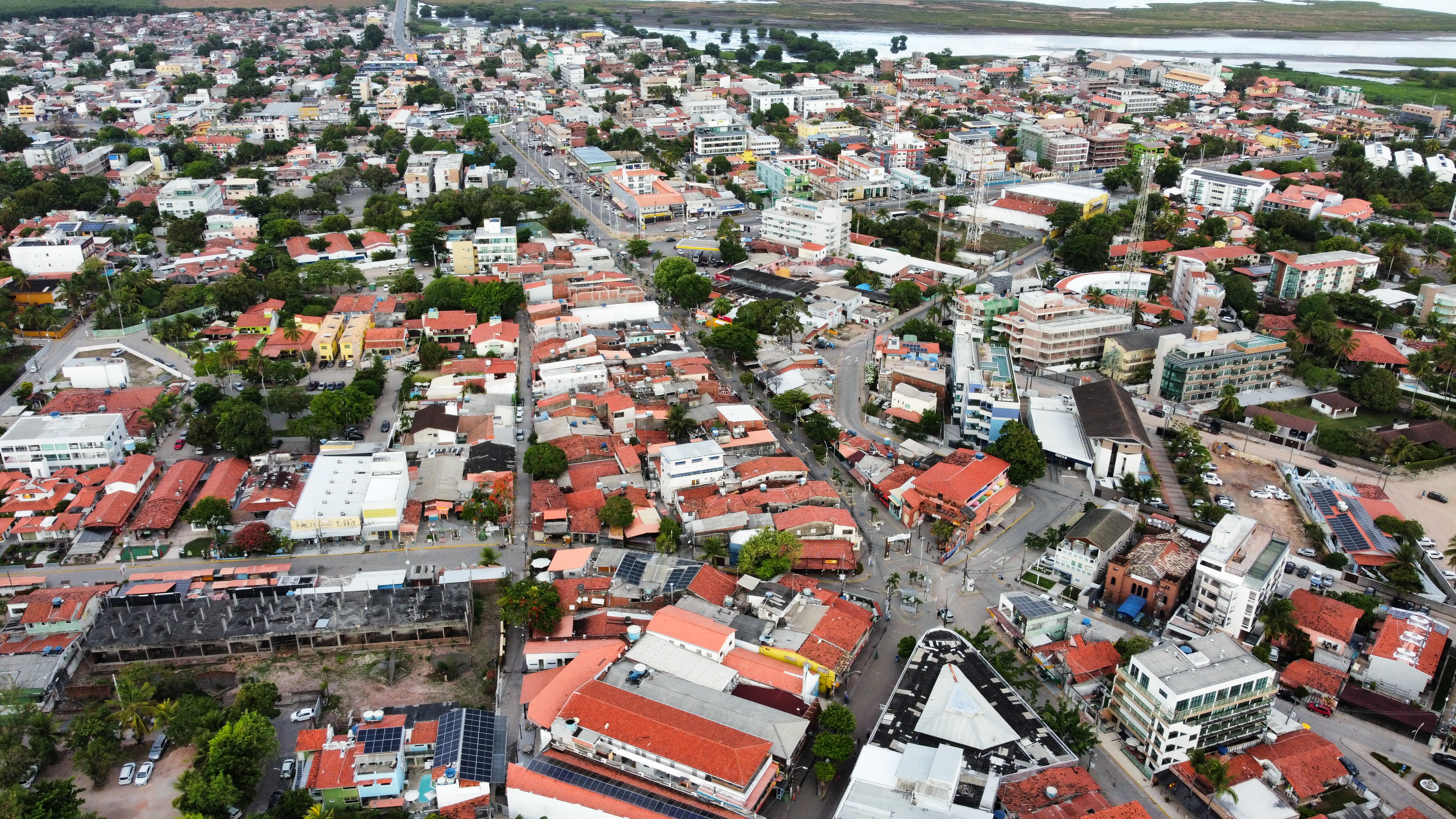
Centro de Porto de Galinhas
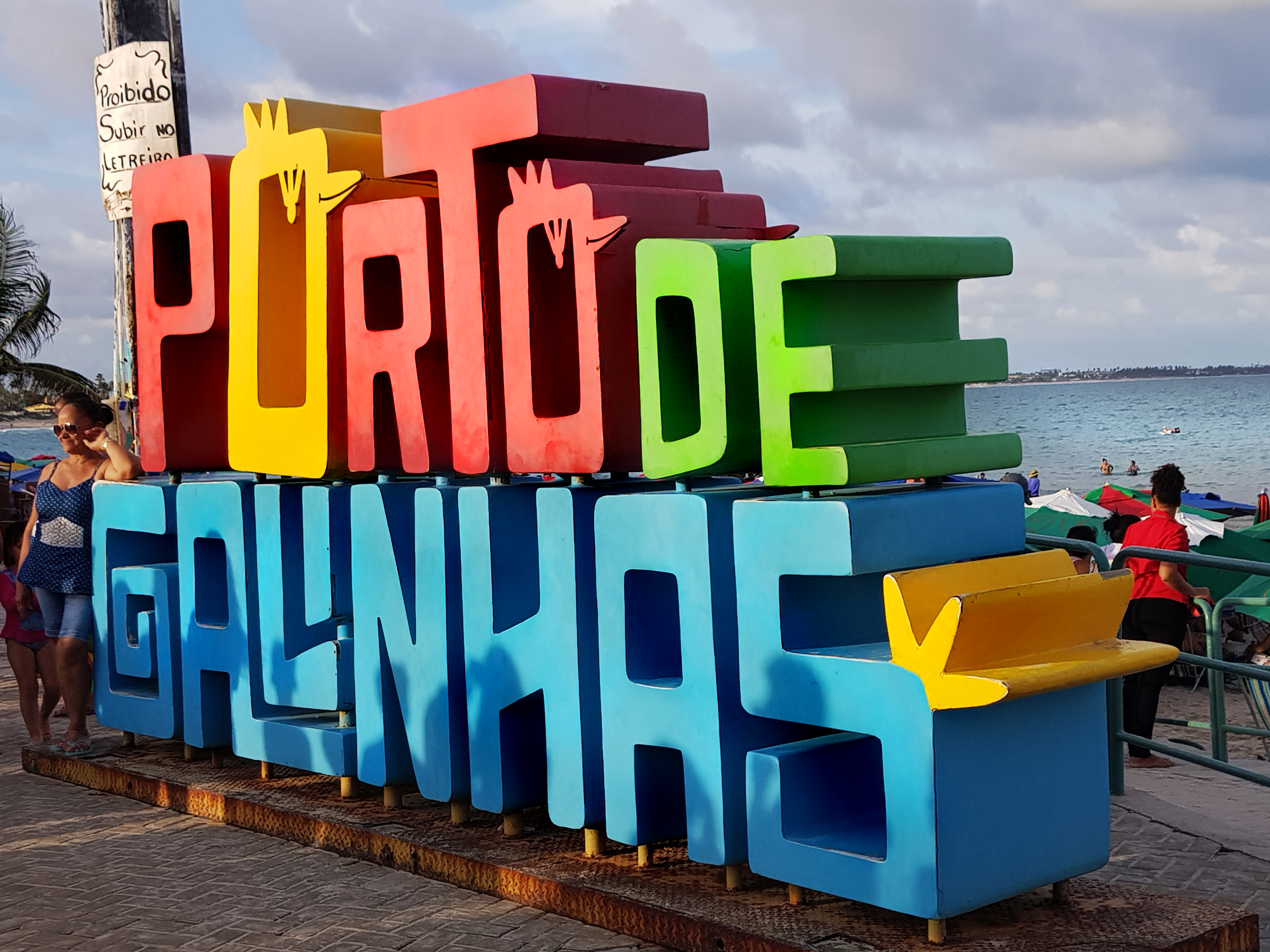
Letreiro de Porto de Galinhas
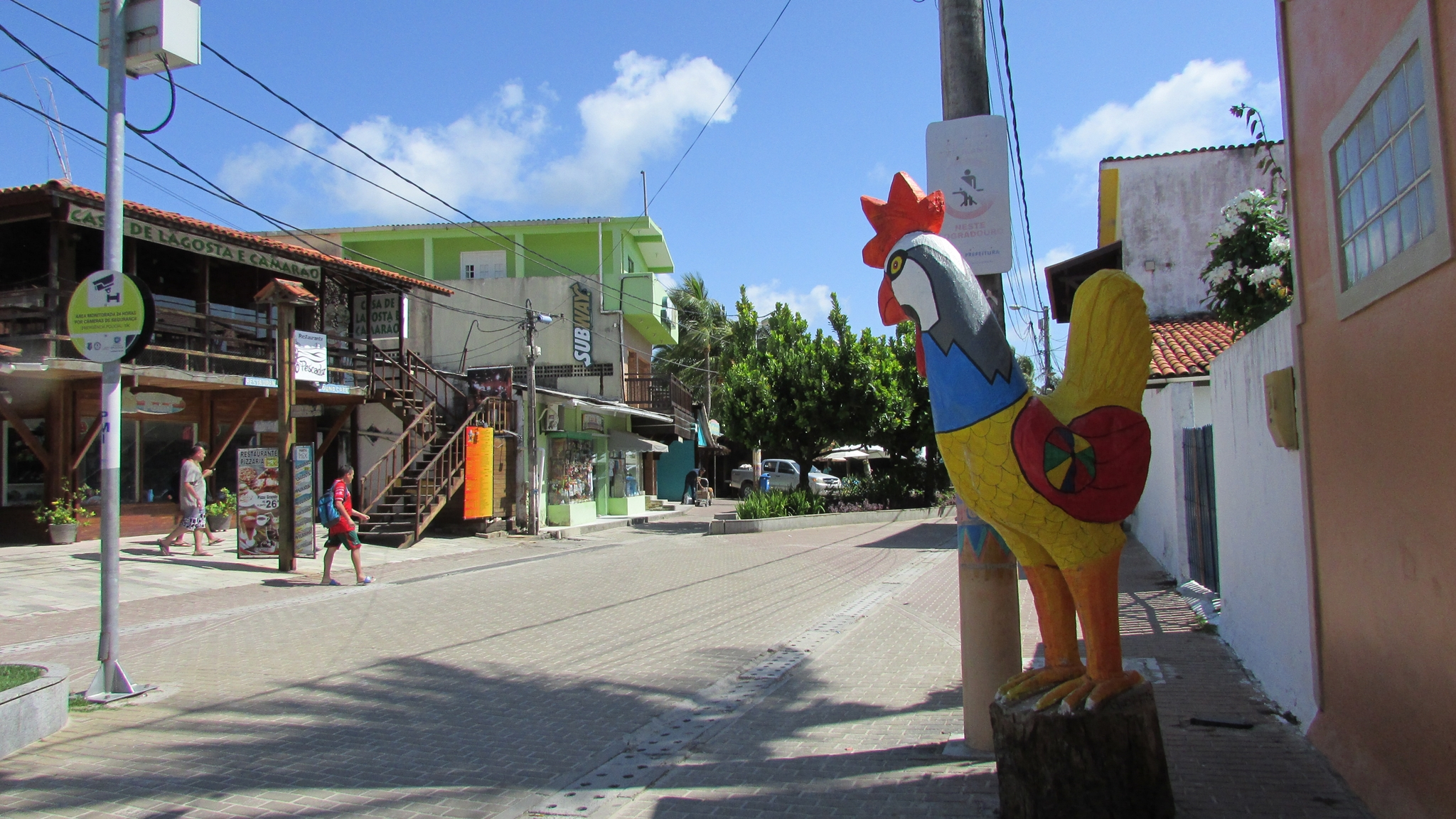
Rua em Porto de Galinhas
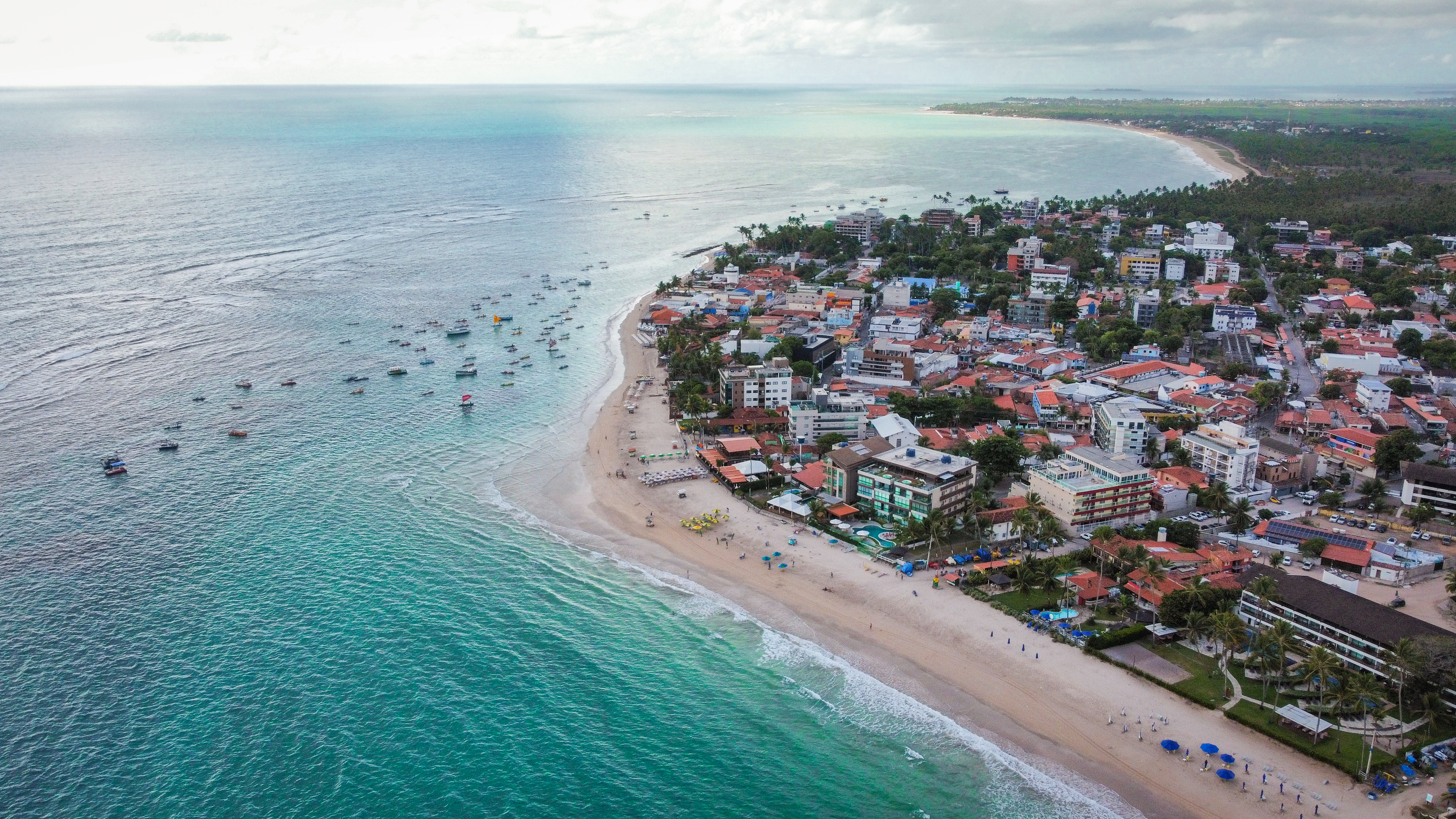
Vista área da Praia de Porto de Galinhas